# Kian Hansen
Kian Hansen (Grindsted, 3 marzo 1989) è un calciatore danese, difensore del Nordsjælland, di cui è capitano.

## Carriera

### Club
Cresciuto nelle giovanili dell'Esbjerg, dal 2008 al 2014 ha giocato in prima squadra con cui ha esordito in Superligaen e nelle competizioni europee, giocando 8 partite in Europa League nella stagione 2013-2014.
Il 31 gennaio 2014 viene acquistato dai francesi del Nantes, che contestualmente lo lasciano in prestito all'Esbjerg fino al termine della stagione.
Conclusa la stagione viene ufficialmente integrato nella rosa dei canarini con cui debutta in Ligue 1 il 9 agosto 2014, in occasione della vittoria di misura sul Lens valido per la 1ª giornata di campionato.
Dopo appena una stagione in Francia in cui mette a referto 29 presenze, il 25 maggio 2015 viene acquistato dai danesi del Midtjylland, facendo così ritorno in patria.
Al Midtjylland vince una Superligaen nel 2017-2018 e una coppa nazionale nel 2018-2019, prima di trasferirsi al Nordsjælland.

### Nazionale
Dopo aver giocato nella nazionale danese Under-19, tra il 2013 ed il 2018 ha giocato 3 partite con la nazionale maggiore danese.

## Statistiche

### Cronologia presenze e reti in nazionale
| Cronologia completa delle presenze e delle reti in nazionale ― Danimarca | Cronologia completa delle presenze e delle reti in nazionale ― Danimarca | Cronologia completa delle presenze e delle reti in nazionale ― Danimarca | Cronologia completa delle presenze e delle reti in nazionale ― Danimarca | Cronologia completa delle presenze e delle reti in nazionale ― Danimarca | Cronologia completa delle presenze e delle reti in nazionale ― Danimarca | Cronologia completa delle presenze e delle reti in nazionale ― Danimarca | Cronologia completa delle presenze e delle reti in nazionale ― Danimarca |
| Data                                                                     | Città                                                                    | In casa                                                                  | Risultato                                                                | Ospiti                                                                   | Competizione                                                             | Reti                                                                     | Note                                                                     |
| ------------------------------------------------------------------------ | ------------------------------------------------------------------------ | ------------------------------------------------------------------------ | ------------------------------------------------------------------------ | ------------------------------------------------------------------------ | ------------------------------------------------------------------------ | ------------------------------------------------------------------------ | ------------------------------------------------------------------------ |
| 18-11-2014                                                               | Bucarest                                                                 | Romania                                                                  | 2 – 0                                                                    | Danimarca                                                                | Amichevole                                                               | -                                                                        | 70’                                                                      |
| 29-3-2015                                                                | Saint-Étienne                                                            | Francia                                                                  | 2 – 0                                                                    | Danimarca                                                                | Amichevole                                                               | -                                                                        | 77’                                                                      |
| Totale                                                                   |                                                                          | Presenze                                                                 | 2                                                                        |                                                                          | Reti                                                                     | 0                                                                        |                                                                          |

## Palmarès

### Club

#### Competizioni nazionali
- Campionato danese: 1

Midtjylland: 2017-2018
- Coppa di Danimarca: 2

Esbjerg: 2012-2013
Midtjylland: 2018-2019
- 1. Division: 1

Esbjerg: 2011-2012